# Lonely Universe
『Lonely Universe』（ロンリー・ユニヴァース）は、日本の女性歌手堀ちえみの8枚目のアルバムである。1985年6月5日にキャニオン・レコードから発売された。
シングルは「Deadend Street GIRL」が含まれ、そのB面の「夢色・夏色物語」はLP･カセット版には収録されず6月21日に発売されたCD版にのみ収録される。2005年歌手活動再開後のコンサート『青春の忘れ物』では、このアルバムから「Jimmy's Girl」「ミス・ロンリー・ユニヴァース」が選曲され歌唱された。
2008年7月16日に、再発盤で「Myこれ!チョイス」のシリーズ『Lonely Universe+シングルコレクション』が発売された。これには追加トラックとして「稲妻パラダイス」から「愛を今信じていたい」までの堀のアイドル時代の中後期のシングルが収録されており、一方でオリジナルから「夢色・夏色物語」が省かれている。

## 収録曲

### オリジナル盤
1. 「Jimmy's Girl」（作詞: 売野雅勇、作曲: 原田真二、編曲: 鈴木茂）
2. 「ミス・ロンリー・ユニヴァース」（作詞: 売野雅勇、作曲: 原田真二、編曲: 鈴木茂）
3. 「Deadend Street GIRL」（作詞: 鈴木博文、作曲: 鮎川誠、編曲: 鈴木茂）
4. 「白夜のDance」（作詞: 鈴木博文、作曲: 鈴木茂・矢野誠、編曲: 鈴木茂）
5. 「18のキャトルセゾン」（作詞: 売野雅勇、作曲: 村田和人、編曲：鈴木茂、ストリングスアレンジ: 矢野誠）「堀ちえみひとつぶの青春」テーマ曲
6. 「恋はNon Stop」（作詞: 鈴木博文、作曲: 鈴木キサブロー、編曲: 鈴木茂）
7. 「夢色・夏色物語」（作詞: 鈴木博文、作曲: 村田和人、編曲: 鈴木茂）
8. 「ひとりぼっちたち」（作詞: 鈴木博文、作曲: 村田和人、編曲: 鈴木茂）
9. 「小さな密航者」（作詞: 鈴木博文、作曲: 西島正己、編曲: 鈴木茂）

### Lonely Universe+シングルコレクション
1. 「Jimmy's Girl」 – 4:18
2. 「ミス・ロンリー・ユニヴァース」– 3:15
3. 「Deadend Street GIRL」 – 4:25
4. 「白夜のDance」 – 5:08
5. 「18のキャトルセゾン」 – 3:44
6. 「恋はNon Stop」 – 4:00
7. 「ひとりぼっちたち」 – 4:58
8. 「小さな密航者」 – 5:07
9. 「稲妻パラダイス」（作詞: 康珍化、作曲: 林哲司、編曲: 萩田光雄） – 3:49
10. 「東京Sugar Town」（作詞: 三浦徳子、作曲: 芹澤廣明、編曲: 大谷和夫） – 3:52
11. 「クレイジーラブ」（作詞: 三浦徳子、作曲: 芹澤廣明、編曲: 萩田光雄） – 4:25
12. 「リ・ボ・ン」（作詞: 三浦徳子、作曲: 松田良、編曲: 萩田光雄） – 3:51
13. 「Wa・ショイ!」（作詞: 鈴木博文、作曲・編曲: 白井良明） – 4:11
14. 「青春の忘れ物」（作詞: 売野雅勇、作曲: 鈴木キサブロー、編曲: 後藤次利） – 4:28
15. 「夢千秒」（作詞: 売野雅勇、作曲: 鈴木キサブロー、編曲: 後藤次利） – 4:00
16. 「ジャックナイフの夏」（作詞: 売野雅勇、作曲: タケカワユキヒデ、編曲: Light House Project） – 3:33
17. 「素敵な休日」（作詞: 夏目純、作曲: 尾崎亜美、編曲: 奥慶一） – 3:44
18. 「愛を今信じていたい」（作詞: 秋元康、作曲: 小室哲哉、編曲: 武部聡志） – 4:21